# Olivier Goy
Pour les articles homonymes, voir Goy.
Olivier Goy, né le 22 mars 1974 à Annemasse, est un entrepreneur français.

## Biographie
Olivier Goy, né le 22 mars 1974 à Annemasse, vit en Haute-Savoie jusqu'à l'âge de vingt ans puis à Strasbourg et Montréal.
Il fonde en 2000 la société de capital-investissement 123Venture, et, en 2014, fonde Lendix. La même année, il co-fonde la plateforme de financement participatif October. En décembre 2020, Olivier Goy est diagnostiqué d’une sclérose latérale amyotrophique (SLA), aussi appelée maladie de Charcot. Il décide en 2021 de céder sa place de directeur général d'October à son associé, Patrick de Nonneville pour raison de santé.
En 2024, il présente le documentaire Invincible été, réalisé par Stéphanie Pillonca-Kervern, au Mérignac-Ciné, qui raconte son combat contre la maladie de Charcot.
La même année, il publie Invincible : derrière le sourire, le combat d'une vie, écrit en collaboration avec Anne Fulda et paru aux Éditions de l'Observatoire.

### Famille
En 2004, il épouse Virginie Favre. Il est père de deux enfants.

## Publication
- Alexandre Gourevitch et Olivier Goy, Le guide du non coté : Comment dynamiser votre épargne, Village Mondial, 2002, 158 p. (ISBN 2-84211-185-0)

## Distinctions
- Chevalier de l'ordre national du Mérite (2020)
- Chevalier de la Légion d'honneur (2023)